# Пинзерень
Пинзерень (рум. Pînzăreni) — село у Фалештському районі Молдови. Адміністративний центр однойменної комуни, до складу якої також входить село Пинзереній-Ной.

## Населення
За даними перепису населення 2004 року у селі проживали 1316 осіб.
Національний склад населення села:
| Національність       | Кількість осіб | Відсоток   |
| -------------------- | -------------- | ---------- |
| молдавани румуни     | 1263 21        | 96,0% 1,6% |
| українці             | 19             | 1,4%       |
| росіяни              | 12             | 0,9%       |
| інша / без відповіді | 1              | 0,1%       |
| Всього               | 1316           | 100%       |